# 189P/NEAT
La cometa NEAT 10, formalmente 189P/NEAT, è una cometa periodica appartenente alla famiglia delle comete gioviane.